# Se bastasse una canzone
«Se bastasse una canzone» (с итал. — «Если бы было достаточно одной песни») — сингл известного итальянского певца и композитора Эроса Рамаццотти, который был выпущен в 1990 году в альбоме «In ogni senso».

## Описание
Песня написана друзьями и коллегами Эроса Рамаццотти — Аделио Кольиати и Пьеро Кассано в 1990 году.
В этой песне исполнитель обращается к тем, кто страдает, и тем, кто мечтает о лучшей жизни для человечества. Песня почти сразу после появления получила большой успех и стала одной из самых значительных композиций Эроса Рамаццотти.
В июне 1998 года Эрос Рамаццотти исполнил данную песню с популярнейшим тенором Лучано Паваротти, приняв участие в его концерте «Паваротти и его друзья». В 2006 году была записана кавер-версия песни «Se bastasse una canzone» в исполнении Невио Пассаро.
Существует также испанская версия песни — «Si Bastasen un Par de Canciones».

### Видеоклип
На данную песню в 1990 году был снят музыкальный видеоклип. На протяжении клипа показан сам Эрос Рамаццотти, который исполняет песню, сидя в какой-то старой избушке. В конце клипа к нему прибегает маленький мальчик в шляпе, и Рамаццотти его радостно обнимает. Между изображением Рамаццотти зрителю показаны другие кадры — жизнь бедных людей, пейзажи моря и т. д. Эти кадры сняты в стиле «сепия».
Видеоклип был выпущен на специальном DVD-издании альбома «e²», на котором содержалось ещё тринадцать клипов.

### Переиздания
Позднее композиция была переиздана несколько раз — в частности, в первом сборнике Рамаццотти «Eros», в двойном сборнике лучших хитов Рамаццотти «e²» 2007 года, в новой интерпретации, а также в концертном альбоме «21:00 Eros Live World Tour 2009/2010», выпущенном в ноябре 2010 года.

## Список композиций
1. Se bastasse una canzone — 4:23;
2. Amore contro — 4:24.

## Хит-парады
| Страна    | Место |
| --------- | ----- |
| Швейцария | 20    |
| Австрия   | 15    |
| Франция   | 11    |
| Норвегия  | 10    |